# Atletismo nos Jogos Olímpicos de Verão de 2012 - Salto triplo masculino
A competição do salto triplo masculino nos Jogos Olímpicos de Verão de 2012 aconteceu nos dias 7 e 9 de agosto no Estádio Olímpico de Londres.
Christian Taylor, dos Estados Unidos, conquistou a medalha de ouro com a marca de 17,81 metros na final.

## Calendário
Horário local (UTC+1).
| Data        | Horário | Fase         |
| ----------- | ------- | ------------ |
| 7 de agosto | 10:45   | Qualificação |
| 9 de agosto | 19:20   | Final        |

## Medalhistas
| Ouro   | USA Christian Taylor |
| Prata  | USA Will Claye       |
| Bronze | ITA Fabrizio Donato  |

## Recordes
Antes desta competição, os recordes mundiais e olímpicos da prova eram os seguintes:
| Tipo | Atleta           | Marca   | Local      | Data                |
| ---- | ---------------- | ------- | ---------- | ------------------- |
|      | Jonathan Edwards | 18,29 m | Gotemburgo | 7 de agosto de 1995 |
|      | Kenny Harrison   | 18,09 m | Atlanta    | 27 de julho de 1996 |

## Qualificação
Classificam-se para a final os atletas com marca acima de 17,10 m (Q) ou as 12 melhores marcas (q).
| Pos. | Grupo | Nome                  | CON                          | #1           | #2           | #3           | Marca | Notas |
| ---- | ----- | --------------------- | ---------------------------- | ------------ | ------------ | ------------ | ----- | ----- |
| 1    | B     | Christian Taylor      | USA Estados Unidos           | 17.21 (+0.2) | -            | -            | 17.21 | Q     |
| 2    | B     | Leevan Sands          | BAH Bahamas                  | 17.17 (-0.4) | -            | -            | 17.17 | Q     |
| 3    | A     | Benjamin Compaoré     | FRA França                   | 16.82 (-0.5) | 17.06 (+0.8) | -            | 17.06 | q     |
| 4    | A     | Daniele Greco         | ITA Itália                   | 17.00 (+0.6) | -            | -            | 17.00 | q     |
| 5    | B     | Dong Bin              | CHN China                    | X            | 16.94 (+0.1) | -            | 16.94 | q     |
| 6    | A     | Lyukman Adams         | RUS Rússia                   | 16.67 (-1.0) | X            | 16.88 (-0.9) | 16.88 | q     |
| 7    | A     | Will Claye            | USA Estados Unidos           | 16.56 (-0.5) | 16.44 (-1.5) | 16.87 (-0.2) | 16.87 | q     |
| 8    | B     | Fabrizio Donato       | ITA Itália                   | 16.86 (-1.2) | -            | -            | 16.86 | q     |
| 9    | A     | Tosin Oke             | NGR Nigéria                  | 16.59 (-1.3) | 16.83 (-0.3) | X            | 16.83 | q     |
| 10   | A     | Samyr Laine           | HAI Haiti                    | 16.14 (0.0)  | 16.81 (+1.4) | X (+0.1)     | 16.81 | q     |
| 11   | B     | Alexis Copello        | CUB Cuba                     | X            | 16.70 (-0.7) | 16.79 (+1.0) | 16.79 | q     |
| 12   | A     | Dzmitry Platnitski    | BLR Bielorrússia             | X            | 15.66 (-0.4) | 16.62 (+0.3) | 16.62 | q     |
| 13   | B     | Sheryf El-Sheryf      | UKR Ucrânia                  | 16.60 (+0.4) | 14.83 (-2.5) | X            | 16.60 |       |
| 14   | A     | Phillips Idowu        | GBR Grã-Bretanha             | 16.47 (-0.7) | X            | 16.53 (-1.0) | 16.53 |       |
| 15   | B     | Issam Nima            | ALG Argélia                  | 15.21 (-0.7) | X            | 16.50 (+0.5) | 16.50 |       |
| 16   | A     | Arnie David Giralt    | CUB Cuba                     | 15.74 (+1.1) | 16.42 (+0.1) | 16.45 (+1.1) | 16.45 |       |
| 17   | B     | Henry Frayne          | AUS Austrália                | 16.25 (+0.2) | 16.35 (+0.2) | 16.40 (-0.2) | 16.40 |       |
| 18   | B     | Muhammad Halim        | ISV Ilhas Virgens Americanas | 15.54 (-0.6) | 16.39 (-0.6) | 15.31 (+0.5) | 16.39 |       |
| 19   | A     | Yevgeniy Ektov        | KAZ Cazaquistão              | X            | 16.31 (-0.1) | X            | 16.31 |       |
| 20   | A     | Cao Shuo              | CHN China                    | 16.11 (-1.8) | 16.26 (+1.2) | 16.27 (-1.2) | 16.27 |       |
| 21   | B     | Roman Valiyev         | KAZ Cazaquistão              | X            | X            | 16.23 (-1.0) | 16.23 |       |
| 22   | B     | Kim Deok-Hyeon        | KOR Coreia do Sul            | 15.35 (-0.8) | X            | 16.22 (-0.3) | 16.22 |       |
| 23   | B     | Yoandris Betanzos     | CUB Cuba                     | 14.84 (+0.2) | 16.22 (+2.9) | X            | 16.22 |       |
| 24   | B     | Mohamed Abbas Darwish | UAE Emirados Árabes Unidos   | X            | 16.06 (+1.7) | 15.93 (+1.6) | 16.06 |       |
| 25   | A     | José Adrián Sornoza   | ECU Equador                  | 15.61 (-0.5) | 16.04 (-2.4) | X            | 16.04 |       |
| 26   | B     | Jonathan Silva        | BRA Brasil                   | 15.59 (-1.3) | X            | X            | 15.59 |       |
| —    | A     | Renjith Maheshwary    | IND Índia                    | X            | X            | X            | NM    |       |

## Final
| Pos.              | Nome               | CON                | #1    | #2    | #3    | #4    | #5    | #6    | Marca | Notas                |
| ----------------- | ------------------ | ------------------ | ----- | ----- | ----- | ----- | ----- | ----- | ----- | -------------------- |
| Medalha de ouro   | Christian Taylor   | USA Estados Unidos | X     | X     | 17.15 | 17.81 | 17.55 | X     | 17.81 | Recorde da temporada |
| Medalha de prata  | Will Claye         | USA Estados Unidos | X     | 17.54 | 17.43 | 17.62 | 17.25 | 16.66 | 17.62 |                      |
| Medalha de bronze | Fabrizio Donato    | ITA Itália         | 17.38 | 17.44 | 17.45 | 17.48 | –     | X     | 17.48 |                      |
| 4                 | Daniele Greco      | ITA Itália         | 16.90 | 17.34 | X     | X     | –     | 16.92 | 17.34 |                      |
| 5                 | Leevan Sands       | BAH Bahamas        | X     | 17.19 | 17.12 | X     | –     | –     | 17.19 |                      |
| 6                 | Benjamin Compaoré  | FRA França         | 15.53 | 17.08 | 14.16 | 16.27 | 13.68 | X     | 17.08 |                      |
| 7                 | Tosin Oke          | NGR Nigéria        | X     | 16.91 | 16.95 | X     | X     | X     | 16.95 |                      |
| 8                 | Alexis Copello     | CUB Cuba           | 16.92 | X     | X     | 14.75 | X     | 16.68 | 16.92 |                      |
| 9                 | Lyukman Adams      | RUS Rússia         | 16.78 | X     | X     |       |       |       | 16.78 |                      |
| 10                | Dong Bin           | CHN China          | 16.75 | X     | X     |       |       |       | 16.75 |                      |
| 11                | Samyr Laine        | HAI Haiti          | X     | 16.65 | 16.59 |       |       |       | 16.65 |                      |
| 12                | Dzmitry Platnitski | BLR Bielorrússia   | 16.08 | X     | 16.19 |       |       |       | 16.19 |                      |

Legenda
| Recorde mundial      | Recorde mundial (World record)               |                       | Recorde africano                      | Recorde africano (African) |                                           | Q | Classificado por posição (Qualified) |
| Recorde olímpico     | Recorde olímpico (Olympic record)            | Recorde da América    | Recorde da América (Americas)         | q                          | Classificado por melhor tempo (Qualified) |   |                                      |
| Melhor marca do ano  | Melhor marca do ano (World leading)          | Recorde asiático      | Recorde asiático (Asian)              | DNS                        | Não largou (Did not start)                |   |                                      |
| Recorde nacional     | Recorde nacional (National record)           | Recorde europeu       | Recorde europeu (European)            | DNF                        | Não terminou (Did not finish)             |   |                                      |
| Recorde pessoal      | Recorde pessoal do atleta (Personal best)    | Recorde da Oceania    | Recorde da Oceania (Oceania)          | DSQ / DQ                   | Desclassificado (Disqualified)            |   |                                      |
| Recorde da temporada | Recorde da temporada do atleta (Season best) | Recorde sul-americano | Recorde sul-americano (South America) | NM                         | Sem marca (No mark)                       |   |                                      |